# Chaumont-devant-Damvillers
Chaumont-devant-Damvillers – miejscowość i gmina we Francji, w regionie Grand Est, w departamencie Moza.
Według danych na rok 1990 gminę zamieszkiwało 38 osób, a gęstość zaludnienia wynosiła 7 osób/km² (wśród 2335 gmin Lotaryngii Chaumont-devant-Damvillers plasuje się na 1007. miejscu pod względem liczby ludności, natomiast pod względem powierzchni na miejscu 972.).